# Курсан (коммуна)
Курса́н (фр. Coursan) — коммуна во Франции, находится в регионе Лангедок — Руссильон. Департамент коммуны — Од. Административный центр кантона Курсан. Округ коммуны — Нарбонна.
Код INSEE коммуны — 11106.

## Население
Население коммуны на 2008 год составляло 6124 человека.
| 1962 | 1968 | 1975 | 1982 | 1990 | 1999 | 2008 |
| ---- | ---- | ---- | ---- | ---- | ---- | ---- |
| 3212 | 3366 | 3334 | 4021 | 5137 | 5241 | 6124 |

## Экономика
В 2007 году среди 3831 человека в трудоспособном возрасте (15—64 лет) 2581 были экономически активными, 1250 — неактивными (показатель активности — 67,4 %, в 1999 году было 66,7 %). Из 2581 активных работали 2217 человек (1218 мужчин и 999 женщин), безработных было 364 (166 мужчин и 198 женщин). Среди 1250 неактивных 324 человека были учениками или студентами, 385 — пенсионерами, 541 были неактивными по другим причинам.

## Достопримечательности
- Мост XV века, по которому проходит автомагистраль RN9
- Церковь Нотр-Дам-де-ла-Ромингер
- Фонтан на центральной площади с водой с повышенным содержанием железа
- Фонтанчик Уоллеса

## Фотогалерея

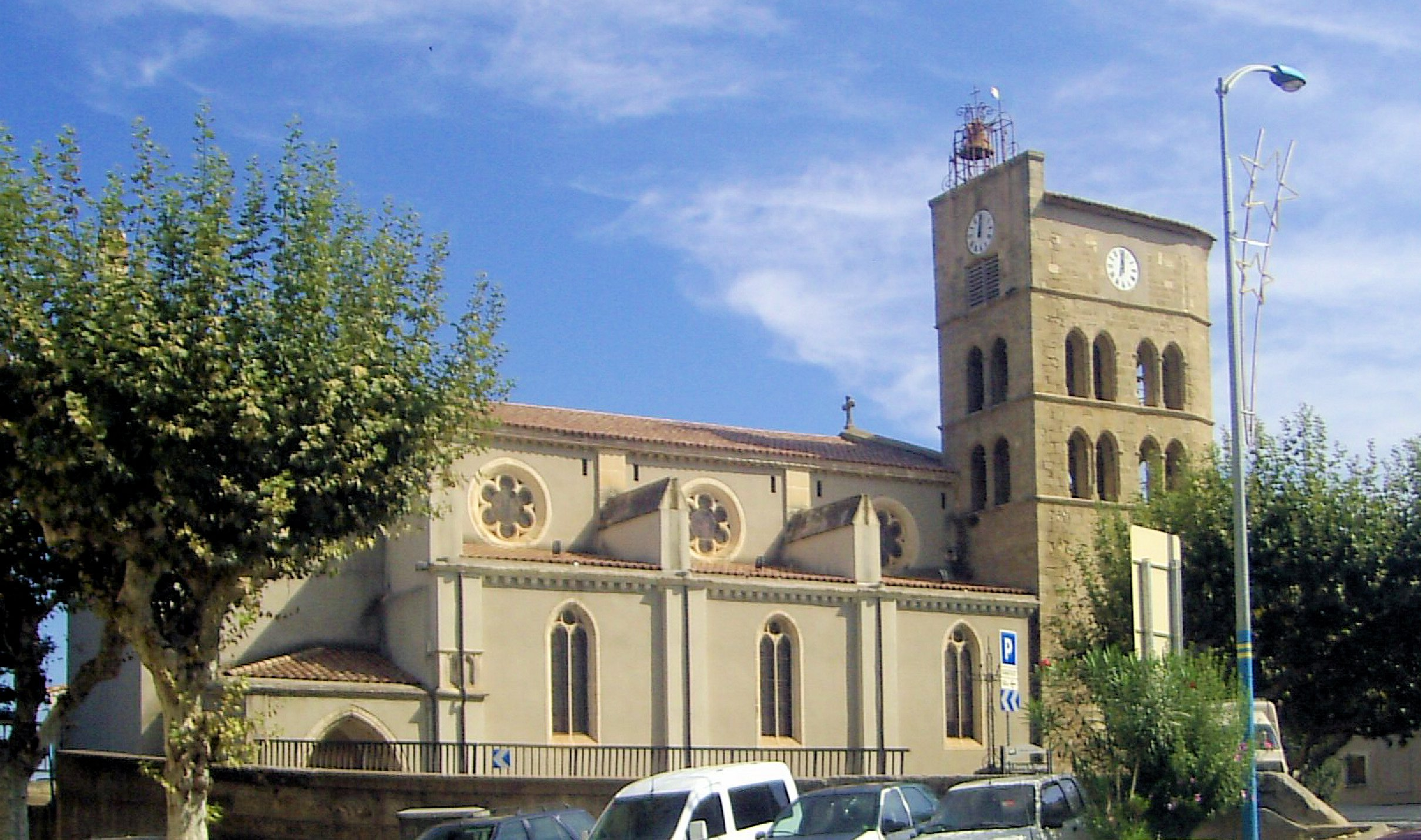
Церковь Нотр-Дам-де-ла-Ромингер
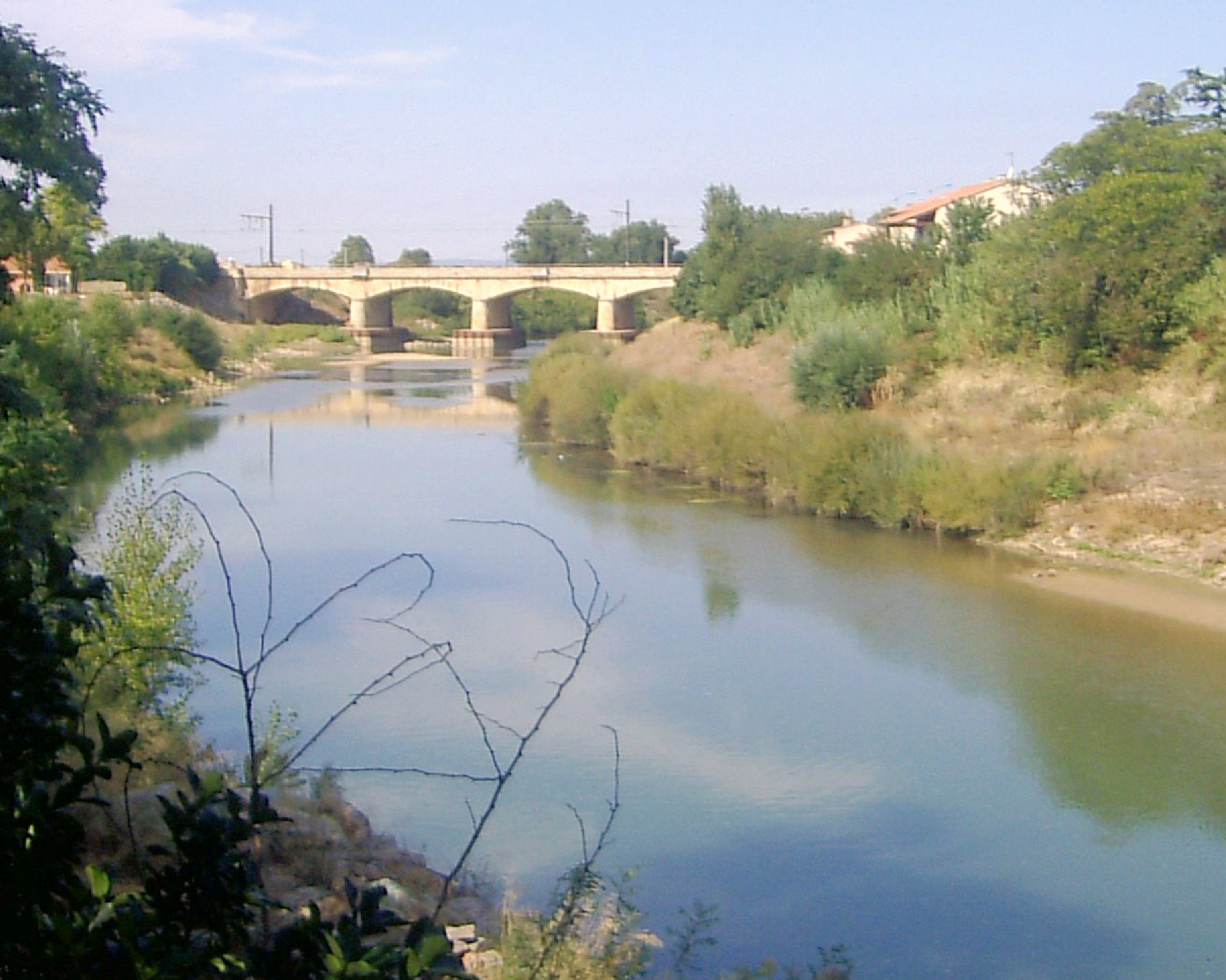
Река Од около Курсана